# Lomsdal-Visten Nemzeti Park
A Lomsdal-Visten Nemzeti Park (déli számi nyelven: Njaarken vaarjelimmiedajve) Norvégia északi Nordland megyéjében, a Helgeland nevű hagyományos régióban, a tengerparti fjordoktól a Skandináv-hegység magashegyi fjell-vidékéig terjed és így nagyon változatos tájakat foglal magába 1102 km² területen. 2009. május 29-én alapították azzal a céllal, hogy megőrizzék ezt a hatalmas, nagyrészt érintetlen területet, annak biológiai, geológiai sokszínűségét és kulturális emlékeit. A nemzeti park Brønnøy, Vevelstad, Vefsn és Grane község területén fekszik.

## Földrajza
A Vistfjellan fjell-masszívum uralja a tájat a délnyugati Velfjorden és az északkeleti Vefsnfjorden (Mosjøen városával) fjordok között. A Vistkjerringa csúcs 1239 tengerszint feletti magasságot ér el. A nemzeti park legmagasabb csúcsa a Blåfjellet 1292 méterrel.
A tájra a mély folyóvölgyek, meredek falú szurdokvölgyek, vízesések jellemzőek. Sok kis belső tó is található a környéken. A kőzet is változatos, a mészkővidékeken számos barlang található. 

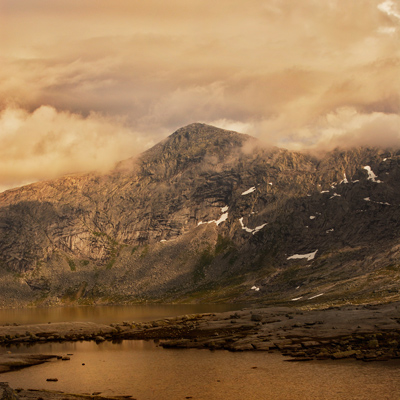
A Vistkjerringa hegy látképe

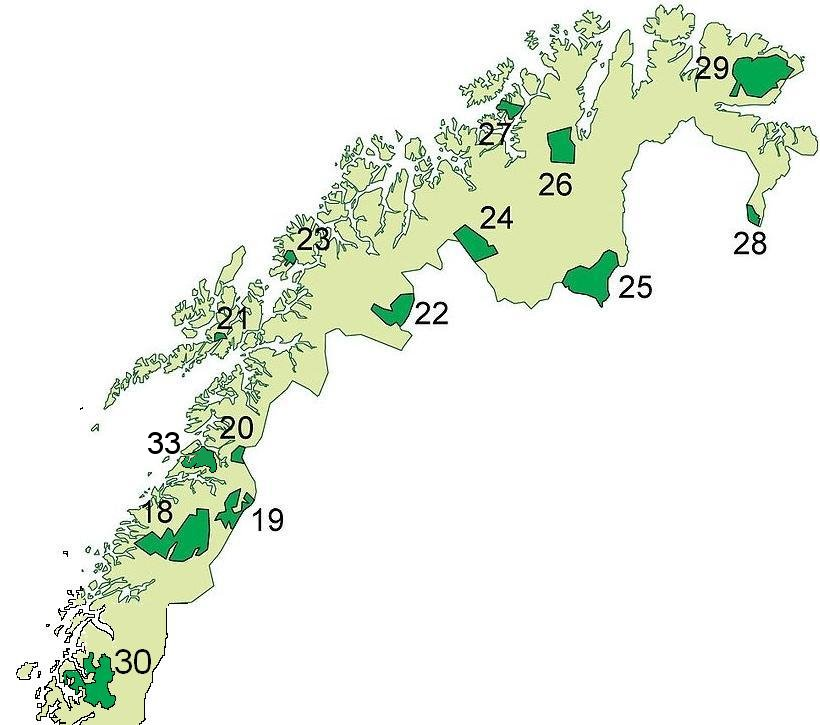
Észak-Norvégia nemzeti parkjai. A Lomsdal-Visten a 30. számú

## Növényzet és állatvilág
A területen 44 védett növény- és állatfaj él, köztük hattyúk, harkályfélék, zuzmók, gombák.

## Kulturális örökség
A nemzeti park területén 9000 évre visszamenőleg mutatták ki az ember jelenlétét; a legkorábbi leletek táborhelyek maradványai. A számik megtelepülésének emlékei is hosszú időre nyúlnak vissza.

## Turizmus és igazgatás
A park területén több menedékház található turisták számára. Horgászni, vadászni csak engedéllyel szabad.

## Fordítás
- Ez a szócikk részben vagy egészben a Lomsdal-Visten nasjonalpark című norvég Wikipédia-szócikk ezen változatának fordításán alapul.  Az eredeti cikk szerkesztőit annak laptörténete sorolja fel. Ez a jelzés csupán a megfogalmazás eredetét és a szerzői jogokat jelzi, nem szolgál a cikkben szereplő információk forrásmegjelöléseként.